# Hochstift Regensburg
Das Hochstift Regensburg war bis zur Säkularisation Anfang des 19. Jahrhunderts der weltliche Herrschaftsbereich des Fürstbischofs von Regensburg.

## Umfang

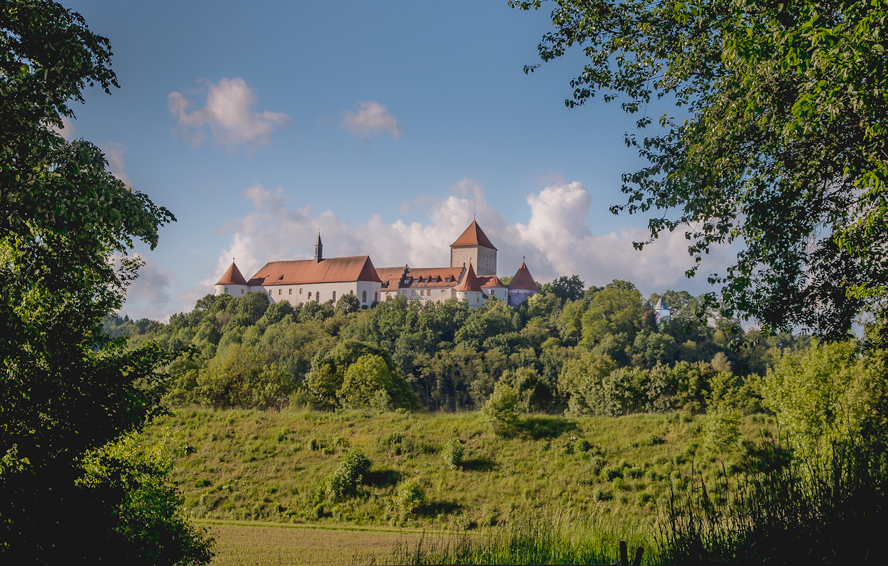
Schloss Wörth an der Donau Grundherrschaft Hochstift Regensburg

Mit seinen Herrschaften Donaustauf, Wörth und Hohenburg am Nordgau  gehörte es zu den kleineren Hochstiften des Reiches. Im Besitz des Regensburger Bischofs befanden sich auch weitere Ortschaften in Bayern, der Oberpfalz, Tirol und Österreich.

## Geschichte
739 wurde das Bistum Regensburg durch den hl. Bonifatius im Auftrag Papst Gregors III. und mit Zustimmung des bayerischen Herzogs Odilo errichtet. Die ersten Bischöfe waren als Abtbischöfe zugleich Vorsteher des Klosters Sankt Emmeram. Erst Wolfgang von Regensburg schaffte 974/75 mit der Einsetzung des Abtes Ramwod ein wirtschaftlich eigenständiges Kloster, welches in der Folgezeit eine geistliche und kulturelle Blüte erlebte. Die wirtschaftliche Abtrennung bedeutete allerdings einen großen Verlust für das Hochstift, und nachfolgende Bischöfe bemühten sich immer wieder erneut, das Kloster wieder enger an sich zu binden.
Für die Entwicklung des Hochstifts hinderlich war, dass weitere reichsunmittelbare Kräfte in Regensburg existierten, nämlich die Reichsstadt Regensburg, Kloster Sankt Emmeram sowie die Stifte Niedermünster und Obermünster. So gelang es dem Fürstbischof nicht, ein größeres geschlossenes Territorium auszubauen.
Verschiedene Bischöfe, wie beispielsweise Heinrich II. von Rotteneck als letzter seines Grafengeschlechtes brachten Besitzungen in das Hochstift ein. Es gehörten seit 1256 Hohenburg im Nordgau, seit Ende des 13. Jahrhunderts Wörth und seit Mitte des 14. Jahrhunderts Donaustauf zum Hochstift Regensburg. Eine zunehmende Verschuldung brachte verschiedene Bischöfe in die Situation, Besitz zu verpfänden oder zu verkaufen. Die Herrschaft Donaustauf blieb über Jahrhunderte überwiegend verpfändet. Erhebliche Schwächungen erlitt das Hochstift im Konflikt zwischen Heinrich III. von Stein und Friedrich von Zollern, die beide um den Bischofsstuhl konkurrierten. 
Die Reichsstadt Regensburg wurde im Jahr 1542 protestantisch. Auch in der zum Bistum gehörigen Oberpfalz wechselte die Konfession im 16. und 17. Jahrhundert mehrmals. Ab dem 16. Jahrhundert suchte das Hochstift die Nähe der finanzkräftigen bayerischen und pfälzischen Nachbarn aus dem Hause der Wittelsbacher.
Mit dem Reichsdeputationshauptschluss § 25 wurde das Hochstift 1803 in das Fürstentum Regensburg umgewandelt, das außer der freien Reichsstadt Regensburg auch noch andere Gebiete mit insgesamt 1.542 km² und 108.000 Einwohnern umfasste. Am 26. November 1802 wurde Regensburg von Truppen des Kurerzkanzlers Karl Theodor von Dalberg besetzt. Die Kur-, Reichserzkanzler- und Erzbischofswürde wurde erst am 2. Juli 1805 von Kurmainz auf Regensburg übertragen, Erzbischof war von Dalberg. Nach der Besetzung Regensburgs durch französische Truppen fiel das Fürstentum Regensburg 1809 formal an das Königreich Bayern. Der tatsächliche Übergang wurde 1810 vollzogen.